# Alicja Wilczyńska
Alicja Wilczyńska z domu Gnoińska (ur. 12 sierpnia 1963 we Wrocławiu) – polska zawodniczka startująca w strzelectwie sportowym, w konkurencji strzelania do rzutków (skeet), reprezentująca WKS Śląsk Wrocław, podwójna mistrzyni Europy (1989)
Jej największym sukcesem było mistrzostwo Europy w 1989 w konkurencji skeet indywidualnie oraz drużynowo. Łącznie zdobył sześć medali mistrzostw Europy (poza złotymi srebrny drużynowo - 1986, brązowy indywidualnie - 1986, brązowy drużynowo - 1991, brązowy drużynowo 1992) i jeden medal mistrzostw świata (brązowy drużynowo - 1986).